# Mettersdorf am Saßbach
Mettersdorf am Saßbach é um município da Áustria, situado no distrito de Südoststeiermark, no estado da Estíria. Tem 22,76 km² de área e sua população em 2019 foi estimada em 1.267 habitantes.